# Karel ter Horst
Karel ter Horst (Amsterdam, 5 oktober 1918 — Loenersloot, 7 oktober 2003) was een Nederlands voetballer en voetbaltrainer.
Ter Horst speelde voor Ajax, waarmee hij in 1939 landskampioen werd, en AFC. Hij was trainer bij UVV en begin 1958 voor enkele maanden van N.E.C..

## Biografie
Karel ter Horst was de zoon van Gerrit Rudolph ter Horst en Catharina Wilhelmina Neerings. Hij had twee broers en een zus. Hij trouwde op 28 oktober 1942 met Leonarda Johanna Wilhelmina Rijsdam en had drie kinderen. Zijn broers Cor en Gerrit waren ook voetballers.
Hij overleed op 7 oktober 2003 op 85-jarige leeftijd.

## Statistieken
| Seizoen | Club | Land      | Competitie    | Wedstrijden | Doelpunten |
| ------- | ---- | --------- | ------------- | ----------- | ---------- |
| 1937/38 | Ajax | Nederland | Eerste Klasse | 2           | 0          |
| 1938/39 | Ajax | Nederland | Eerste Klasse | 7           | 1          |
| 1939/40 | Ajax | Nederland | Eerste Klasse | 7           | 1          |
| 1940/41 | Ajax | Nederland | Eerste Klasse | 0           | 0          |
| 1941/42 | Ajax | Nederland | Eerste Klasse | 1           | 0          |
| 1947/48 | Ajax | Nederland | Eerste Klasse | 8           | 1          |

## Erelijst
Ajax
| Nationaal     |    |         |
| Landskampioen | 1x | 1938/39 |